# Мало-Дюрягинский сельсовет
Мало-Дюрягинский сельсовет — упразднённые административно-территориальная единица и муниципальное образование со статусом сельского поселения в составе Шумихинского района Курганской области в связи с преобразованием района в Шумихинский муниципальный округ.
Административный центр — село Малое Дюрягино.

## История
В соответствии с Законом Курганской области от 6 июля 2004 года № 419 сельсовет наделён статусом сельского поселения.

## Население
| 2002 | 2010 | 2012 | 2013 | 2014 | 2015 | 2016 |
| ---- | ---- | ---- | ---- | ---- | ---- | ---- |
| 522  | ↘487 | ↘484 | →484 | ↘477 | ↗482 | ↘480 |
| 2017 | 2018 | 2019 | 2020 |      |      |      |
| ↘476 | ↘466 | ↗469 | ↗472 |      |      |      |

## Состав сельского поселения
| № | Населённый пункт | Тип населённого пункта       | Население |
| - | ---------------- | ---------------------------- | --------- |
| 1 | Малое Дюрягино   | село, административный центр | ↗472      |